# Mala Ternivka, Iakîmivka
Mala Ternivka (în ucraineană Мала Тернівка) este un sat în comuna Șeliuhî din raionul Iakîmivka, regiunea Zaporijjea, Ucraina.

## Demografie
Componența lingvistică a localității Mala Ternivka
     Ucraineană (60,87%)
     Rusă (39,13%)
Conform recensământului din 2001, majoritatea populației localității Mala Ternivka era vorbitoare de ucraineană (60,87%), existând în minoritate și vorbitori de rusă (39,13%).